# Игра Шмульяна

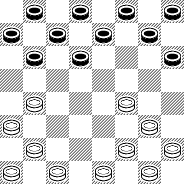
Табия дебюта

Игра Шмульяна — дебют в русских шашках. Табия дебюта возникает после ходов 1.ef4 fg5 2.cb4. g:e3. 3. d:f4. Возможна иная трактовка ходов:  1.ef4 fe5. 2. cd4. e:c3. 3. d:b4. Игра Шмульяна — теоретически лучший выбор белыми дебюта после ходов 1.ef4 fg5, приводящий белых к трудной защите. Иные дебюты требуют от белых очень трудной защиты. После 2. de3 возникает старинный дебют «Игра Боброва», а после острого выпада в центр 2. fe5 («Игра Матасова — Петрова») белые на грани поражения без особых шансов на контригру.
Вот как описывали  В. С. Литвинович и Н. Н. Негра последствия первого хода белых.
1.ef4 Пассивный ход, весьма редко встречающийся в современной турнирной практике. Вопреки основным принципам
позиционной игры, белые уже в дебюте ослабляют свой правый фланг, а в ряде случаев допускают разрыв шашек по
флангам. Поэтому в дальнейшем белым придется заботиться о сохранении равновесия. 1…fg5. Наиболее логичный
ответ — немедленная атака правого фланга белых. 2.сb4. Этот размен, предложенный в 30-х гг. мастером
Теодором Шмульяном, лучшее, чем располагают белые в создавшейся ситуации. Все остальное приносит им значительные
трудности. 
Основные варианты дебюта: 
Игра Шмульяна c 3...bc5 1.ef4 fg5 2.cb4 ge3 3.d2:f4 bc5 
Игра Шмульяна c 3...gf6 1.ef4 fg5 2.cb4 ge3 3.d2:f4 gf6 
Игра Шмульяна c 3...ef6 1.ef4 fg5 2.cb4 ge3 3.d2:f4 ef6